# Gregor Isenbort
Gregor Isenbort  (* 1970 in Ostwestfalen) ist ein deutscher Historiker, Philosoph und Leiter der DASA – Arbeitswelt Ausstellung in Dortmund.
Isenbort studierte Wirtschaftsgeschichte, Sozialgeschichte, mittelalterliche und neuere Geschichte sowie Philosophie an der Rheinischen Friedrich-Wilhelms-Universität Bonn und an der Universität Perugia.
Von 1998 bis 2002 war Isenbort im Haus der Geschichte in Bonn zuständig für den Bereich Öffentlichkeitsarbeit. 2003 übernahm er die Öffentlichkeitsarbeit im LVR-Industriemuseum Oberhausen und organisierte dort die Feierlichkeiten für das 20-jährige Jubiläum des Rheinischen LVR-Industriemuseums Oberhausen sowie die 25-Jahr-Feierlichkeiten des LWL-Industriemuseums. 2004 wurde er wissenschaftlicher Referent beim Rheinischen Landesmuseum Bonn. Vom Deutschen Akademischen Austauschdienst erhielt Isenbort 2005 und 2006 ein DAAD-Auslandsstipendium für Bogotá in Kolumbien. Seit Sommer 2007 leitete er die Öffentlichkeitsarbeit und die Wechselausstellungen im Museum für Kommunikation Berlin.
Isenbort war Kurator zahlreicher Ausstellungsprojekte zu Themen wie „Geld“, „Gerüchte“, „Mode“ und der „Interkulturellen Kommunikation“.
Im März 2013 übernahm Gregor Isenbort die Nachfolge von Gründungsdirektor Gerhard Kilger als Leiter der DASA – Arbeitswelt Ausstellung in Dortmund.
Gregor Isenbort ist seit seiner Kindheit Vereinsmitglied beim Ballspielverein Borussia 09 e. V. Dortmund.